# James Mazarelo
Pour les articles homonymes, voir Mazarelo.
James Mazarelo est un joueur de hockey sur gazon britannique évoluant au poste de gardien de but au Loughborough Students HC et avec les équipes nationales anglaise et britannique.

## Biographie
James est né le 4 février 2001 en Angleterre.

## Carrière
Il a débuté en équipe nationale première le 19 février 2022 contre l'Argentine à Buenos Aires lors de la Ligue professionnelle 2021-2022.

## Palmarès
- : 3e aux Jeux du Commonwealth en 2022